# Sun Capital Partners
Sun Capital Partners, Inc. è una società di investimenti di Private Equity statunitense con forte vocazione ai turnaround e leveraged buyout su società di medie dimensioni. Fondata nel 1995 ha uffici a Boca Raton (Florida), Los Angeles, New York e Londra.
Al 31 marzo 2021, Sun Capital ha circa 13 miliardi di dollari di impegni di capitale cumulativo e ha investito in oltre 425 società in portafoglio in tutto il mondo con ricavi superiori a 50 miliardi di dollari in un'ampia gamma di settori, tra cui servizi alle imprese, tecnologia, assistenza sanitaria, carta e imballaggi, prodotti per l'edilizia, consumatori generali e industriali.
La strategia di investimento di Sun Capital prevede una varietà di strumenti operativi proprietari per aiutare le società in portafoglio ad aumentare i ricavi, ridurre i costi, migliorare le culture aziendali e migliorare i processi. Sun Capital si rivolge alle società di piattaforme con ricavi compresi tra $ 50 milioni e un $ 1 miliardo, nonché acquisizioni aggiuntive.

## Investimenti aziendali
Sun Capital Partners ha effettuato investimenti nelle seguenti aziende:

### Investimenti attuali
- Adler & Allan
- Allied Glass
- Architectural Surfaces Group
- Bellrock Group
- C&K
- Calcium Products
- Century Distribution Systems
- Clinical Care
- CNC
- Cotton Holdings
- Coveris European Flexible
- EIS Holdings
- ESIM Chemicals
- Exadel
- Flamingo Horticulture
- Fletchers Solicitors
- Flexitech
- Fresh-Pak
- Gem Shopping Network
- Loan Logics
- Mancini’s Sleepworld
- National Tree
- O&S Doors
- Scotch & Soda
- Simply Beautiful Smiles
- Smokey Bones
- Spectralink
- Sports and Leisure Group
- Stake Center Locating
- Tier One Relocation
- Total Transportation Services
- Trulite Glass & Aluminum Solutions
- Unico Technologies Group
- Vetrerie Riunite
- Vince
- WesCom Group
- West Dermatology
- Windsor Fashions

### Investimenti passati
- Aclara
- Admiral Petroleum Company
- Albéa
- ALSCO Metals Corporation
- American Standard America
- Ames Taping Tools
- Arrow Tru-Line
- Boston Market
- Bruegger’s Enterprises
- BTX Group
- Captain D’s Seafood Kitchen
- Certified Power
- ClearChoice
- Cornerstone Nutrition
- Creekstone Farms
- Critical Flow Solutions
- Del Monte Canada
- Demilec
- Dreams
- Dura-Line
- Elan Nutrition
- Elix Polymers
- Emerald Performance Materials
- Famosa
- Farfield Company
- Fearman’s Pork
- Frontier Spinning Mills
- Furniture Factory Outlet, Home
- Gerber Childrenswear
- Hanna Andersson
- Harry’s Fresh Foods
- HealthPlan Services
- Heartland
- Horizon Services
- Horsehead Corporation
- Hunnebeck Group
- Innocor
- Kraco Enterprises
- Lee Cooper
- Lexington Home Brands
- Mattress Firm
- Miles Kimball
- NextPharma
- Northland Cranberries
- Parker New York
- Point Blank Enterprises
- Raybestos Powertrain
- Rebecca Taylor
- Robertshaw
- Rowe Furniture
- ScS Upholstery
- Searles Valley Minerals
- Sharps Bedrooms
- Sonneborn
- SOS Security
- StonePoint Materials
- Sunrise Growers
- ThermaSys Corporation
- Timothy’s World Coffee
- Tompkins Associates
- Wabash Technologies